# Алгоритм Полига — Хеллмана
Алгоритм Полига — Хеллмана (также называемый алгоритм Сильвера — Полига — Хеллмана) — детерминированный алгоритм дискретного логарифмирования в кольце вычетов по модулю простого числа. Одной из особенностей алгоритма является то, что для простых чисел специального вида можно находить дискретный логарифм за полиномиальное время.

## История
Данный алгоритм был придуман американским математиком Роландом Сильвером (англ. Roland Silver), но впервые был опубликован другими двумя американскими математиками Стивеном Полигом (англ. Stephen Pohlig) и Мартином Хеллманом в 1978 году в статье «An improved algorithm for computing logarithms over GF(p) and its cryptographic significance», которые независимо от Роланда Сильвера разработали данный алгоритм.

## Исходные данные
Пусть задано сравнение
| {\displaystyle a^{x}\equiv b{\pmod {p}},} | (1) |

и известно разложение числа {\displaystyle p-1} на простые множители:
| {\displaystyle p-1=\prod \limits _{i=1}^{k}q_{i}^{\alpha _{i}}.} | (2) |

Необходимо найти число {\displaystyle x,\;0\leq x<p-1}, удовлетворяющее сравнению (1).

## Идея алгоритма
Суть алгоритма в том, что достаточно найти {\displaystyle x} по модулям {\displaystyle q_{i}^{\alpha _{i}}} для всех {\displaystyle i}, а затем решение исходного сравнения можно найти с помощью китайской теоремы об остатках.
Чтобы найти {\displaystyle x} по каждому из таких модулей, нужно решить сравнение:
{\displaystyle (a^{x})^{(p-1)/{q_{i}^{\alpha _{i}}}}\equiv b^{(p-1)/{q_{i}^{\alpha _{i}}}}{\pmod {p}}}.

## Описание алгоритма

### Упрощённый вариант
Лучшим путём, чтобы разобраться с данным алгоритмом, будет рассмотрение особого случая, в котором {\displaystyle p=2^{n}+1}.
Нам даны {\displaystyle a}, {\displaystyle p} и {\displaystyle b}, при этом {\displaystyle a} есть примитивный элемент {\displaystyle GF(p)} и нужно найти такое {\displaystyle x}, чтобы удовлетворялось {\displaystyle a^{x}\equiv b{\pmod {p}}}.
Принимается, что {\displaystyle 0\leq x\leq p-2}, так как {\displaystyle x=p-1} неотличимо от {\displaystyle x=0}, потому что в нашем случае примитивный элемент {\displaystyle a} по определению имеет степень {\displaystyle p-1}, следовательно:
{\displaystyle a^{p-1}\equiv 1\equiv a^{0}{\pmod {p}}}.
Когда {\displaystyle p=2^{n}+1}, легко определить {\displaystyle x} двоичным разложением c коэффициентами {\displaystyle \{q_{0},q_{1},\dots ,q_{n-1}\}}, например:
{\displaystyle x=\sum \limits _{i=0}^{n-1}q_{i}2^{i}=q_{0}+q_{1}2^{1}+\cdots +q_{n-1}2^{n-1}}
Самый младший бит {\displaystyle q_{0}} определяется путём возведения {\displaystyle b} в степень {\displaystyle (p-1)/2=2^{n-1}} и применением правила
{\displaystyle b^{(p-1)/2}{\pmod {p}}\equiv {\begin{cases}+1,&q_{0}=0\\-1,&q_{0}=1.\end{cases}}}
Рассмотрим ранее полученное сравнение:
{\displaystyle a^{p-1}\equiv 1{\pmod {p}}\Rightarrow a^{(p-1)/2}\equiv \pm 1{\pmod {p}}},
но {\displaystyle a} в степени {\displaystyle (p-1)/2<p-1} по определению принимает значение, отличное от {\displaystyle 1},
поэтому остаётся только одно сравнение:
{\displaystyle a^{(p-1)/2}\equiv -1{\pmod {p}}}.
Возведём сравнение (1) в степень {\displaystyle (p-1)/2} и подставим выше полученное сравнение:
{\displaystyle b^{(p-1)/2}\equiv (a^{x})^{(p-1)/2}\equiv (a^{(p-1)/2})^{x}\equiv (-1)^{x}{\pmod {p}}}
Равенство {\displaystyle (-1)^{x}=1} верно, если {\displaystyle x} чётное, то есть в разложении в виде многочлена свободный член {\displaystyle q_{0}} равен {\displaystyle 0}, следовательно {\displaystyle (-1)^{x}=-1} верно, когда {\displaystyle q_{0}=1}.
Теперь преобразуем известное разложение и введём новую переменную {\displaystyle z_{1}}:
{\displaystyle b\equiv a^{x}\equiv a^{x_{1}+q_{0}}{\pmod {p}}\Rightarrow z_{1}\equiv ba^{-q_{0}}\equiv a^{x_{1}}{\pmod {p}}},
где
{\displaystyle x_{1}=\sum \limits _{i=1}^{n-1}q_{i}2^{i}=q_{1}2^{1}+q_{2}2^{2}+\cdots +q_{n-1}2^{n-1}}
Понятно, что {\displaystyle x_{1}} делится на {\displaystyle 4} при {\displaystyle q_{1}=0}, а при {\displaystyle q_{1}=1} делится на {\displaystyle 2}, а на {\displaystyle 4} уже нет.
Рассуждая как раньше, получим сравнение:
{\displaystyle z_{1}^{(p-1)/4}{\pmod {p}}\equiv {\begin{cases}+1,&q_{1}=0\\-1,&q_{1}=1,\end{cases}}}
из которого находим {\displaystyle q_{1}}.
Оставшиеся биты получаются похожим способом. Напишем общее решение нахождения {\displaystyle q_{i}} с новыми обозначениями:
{\displaystyle m_{i}=(p-1)/2^{i+1}}
{\displaystyle z_{i}\equiv b\cdot a^{-q_{0}-q_{1}2^{1}-\dots -q_{i-1}2^{i-1}}\equiv a^{x_{i}}{\pmod {p}}},
где
{\displaystyle x_{i}=\sum \limits _{k=i}^{n-1}q_{k}2^{k}}.
Таким образом, возведение {\displaystyle z_{i}} в степень {\displaystyle m_{i}} даёт:
{\displaystyle z_{i}^{m_{i}}\equiv a^{(x_{i}\cdot m_{i})}\equiv \left(a^{(p-1)/2}\right)^{(x_{i}/2^{i})}\equiv (-1)^{x_{i}/2^{i}}\equiv (-1)^{q_{i}}{\pmod {p}}}.
Следовательно:
{\displaystyle z_{i}^{m_{i}}{\pmod {p}}\equiv {\begin{cases}+1,&q_{i}=0\\-1,&q_{i}=1,\end{cases}}}
из которого находим {\displaystyle q_{i}}.
Найдя все биты, получаем требуемое решение {\displaystyle x}.

#### Пример
Дано:
{\displaystyle a=3,\;b=11,\;p=17=2^{4}+1}
Найти:
{\displaystyle x}
Решение:

Получаем {\displaystyle p-1=2^{4}}. Следовательно {\displaystyle x} имеет вид:
{\displaystyle x=q_{0}+q_{1}2^{1}+q_{2}2^{2}+q_{3}2^{3}}
Находим {\displaystyle q_{0}}:
{\displaystyle b^{(p-1)/2}\equiv 11^{(17-1)/2}\equiv 11^{8}\equiv (-6)^{8}\equiv (36)^{4}\equiv 2^{4}\equiv 16\equiv -1{\pmod {17}}\Rightarrow q_{0}=1}
Подсчитываем {\displaystyle z_{1}} и {\displaystyle m_{1}}:
{\displaystyle z_{1}\equiv b\cdot a^{-q_{0}}\equiv 11\cdot 3^{-1}\equiv 11\cdot 6\equiv 66\equiv -2{\pmod {17}}}
{\displaystyle m_{1}=(p-1)/2^{1+1}=(17-1)/2^{2}=4}
Находим {\displaystyle q_{1}}:
{\displaystyle z_{1}^{m_{1}}\equiv (-2)^{4}\equiv 16\equiv -1{\pmod {17}}\Rightarrow q_{1}=1}
Подсчитываем {\displaystyle z_{2}} и {\displaystyle m_{2}}:
{\displaystyle z_{2}\equiv z_{1}\cdot a^{-q_{1}2^{1}}\equiv (-2)\cdot 3^{-2}\equiv (-2)\cdot 6^{2}\equiv (-2)\cdot 36\equiv (-2)\cdot 2\equiv -4\equiv 13{\pmod {17}}}
{\displaystyle m_{2}=(p-1)/2^{2+1}=(17-1)/2^{3}=2}
Находим {\displaystyle q_{2}}:
{\displaystyle z_{2}^{m_{2}}\equiv 13^{2}\equiv (-4)^{2}\equiv 16\equiv -1{\pmod {17}}\Rightarrow q_{2}=1}
Подсчитываем {\displaystyle z_{3}} и {\displaystyle m_{3}}:
{\displaystyle z_{3}\equiv z_{2}\cdot a^{-q_{2}\cdot 2^{2}}\equiv 13\cdot 3^{-4}\equiv 13\cdot 9^{-2}\equiv 13\cdot 2^{2}\equiv (-4)\cdot 4\equiv -16\equiv 1{\pmod {17}}}
{\displaystyle m_{3}=(p-1)/2^{3+1}=(17-1)/2^{4}=1}
Находим {\displaystyle q_{3}}:
{\displaystyle z_{3}^{m_{3}}\equiv 1^{1}\equiv 1{\pmod {17}}\Rightarrow q_{3}=0}
Находим искомый {\displaystyle x}:
{\displaystyle x=1+1\cdot 2^{1}+1\cdot 2^{2}+0\cdot 2^{3}\equiv 7}
Ответ: {\displaystyle x=7}

### Основное описание
```
Шаг 1 (составление таблицы).

Составить таблицу значений 

  

    

      

        
{

        

          
r

          

            
i

            
,

            
j

          

        

        
}

      

    

    
{\displaystyle \{r_{i,j}\}}

  

, где
 

  

    

      

        

          
r

          

            
i

            
,

            
j

          

        

        
=

        

          
a

          

            
j

            
⋅

            

              

                

                  
p

                  
−

                  
1

                

                

                  
q

                  

                    
i

                  

                

              

            

          

        

        
,

        
i

        
∈

        
{

        
1

        
,

        
…

        
,

        
k

        
}

        
,

        
j

        
∈

        
{

        
0

        
,

        
…

        
,

        

          
q

          

            
i

          

        

        
−

        
1

        
}

        
.

      

    

    
{\displaystyle r_{i,j}=a^{j\cdot {\frac {p-1}{q_{i}}}},i\in \{1,\dots ,k\},j\in \{0,\dots ,q_{i}-1\}.}

  

```

```
Шаг 2 (вычисление 

  

    

      

        

          
log

          

            
a

          

        

        
⁡

        

          
b

        

        

        

          
mod

          

            

              
q

              

                
i

              

              

                

                  
α

                  

                    
i

                  

                

              

            

          

        

      

    

    
{\displaystyle \log _{a}{b}\;{\bmod {q_{i}^{\alpha _{i}}}}}

  

).
 
Для 
i
 от 
1
 до 
k
:
 Пусть
  

  

    

      

        
x

        
≡

        

          
log

          

            
a

          

        

        
⁡

        

          
b

        

        
≡

        

          
x

          

            
0

          

        

        
+

        

          
x

          

            
1

          

        

        

          
q

          

            
i

          

        

        
+

        
.

        
.

        
.

        
+

        

          
x

          

            

              
α

              

                
i

              

            

            
−

            
1

          

        

        

          
q

          

            
i

          

          

            

              
α

              

                
i

              

            

            
−

            
1

          

        

        

          

          
(

          
mod

          

          

            
q

            

              
i

            

            

              

                
α

                

                  
i

                

              

            

          

          
)

        

        
,

      

    

    
{\displaystyle x\equiv \log _{a}{b}\equiv x_{0}+x_{1}q_{i}+...+x_{\alpha _{i}-1}q_{i}^{\alpha _{i}-1}{\pmod {q_{i}^{\alpha _{i}}}},}

  

 где
  

  

    

      

        
0

        
≤

        

          
x

          

            
i

          

        

        
≤

        

          
q

          

            
i

          

        

        
−

        
1

      

    

    
{\displaystyle 0\leq x_{i}\leq q_{i}-1}

  

.
 Тогда верно сравнение:
  

  

    

      

        

          
a

          

            

              
x

              

                
0

              

            

            
⋅

            

              

                

                  
p

                  
−

                  
1

                

                

                  
q

                  

                    
i

                  

                

              

            

          

        

        
≡

        

          
b

          

            

              

                
p

                
−

                
1

              

              

                
q

                

                  
i

                

              

            

          

        

        

          

          
(

          
mod

          

          
p

          
)

        

      

    

    
{\displaystyle a^{x_{0}\cdot {\frac {p-1}{q_{i}}}}\equiv b^{\frac {p-1}{q_{i}}}{\pmod {p}}}

  

```

Возведём левую и правую части сравнения (1) в степень {\displaystyle (p-1)/q_{i}}:
{\displaystyle a^{x\cdot {\frac {p-1}{q_{i}}}}\equiv b^{\frac {p-1}{q_{i}}}{\pmod {p}}}
Подставим {\displaystyle x} и преобразуем сравнение:
{\displaystyle a^{x_{0}\cdot {\frac {p-1}{q_{i}}}+x_{1}\cdot (p-1)+x_{2}\cdot q_{i}\cdot (p-1)+\dots +x_{\alpha _{i}-1}\cdot q_{i}^{\alpha _{i}-2}\cdot (p-1)}\equiv b^{\frac {p-1}{q_{i}}}{\pmod {p}}}
{\displaystyle a^{x_{0}\cdot {\frac {p-1}{q_{i}}}}\cdot a^{x_{1}\cdot (p-1)}\cdot a^{x_{2}\cdot q_{i}\cdot (p-1)}\cdot \dots \cdot a^{x_{\alpha _{i}-1}\cdot q_{i}^{\alpha _{i}-2}\cdot (p-1)}\equiv b^{\frac {p-1}{q_{i}}}{\pmod {p}}}
Т.к. {\displaystyle a} - примитивный элемент, следовательно верны сравнения вида:
{\displaystyle a^{m\cdot (p-1)}\equiv 1{\pmod {p}},\;\forall m\in \{0,1,\dots ,p-1\}}
Получаем
{\displaystyle a^{x_{0}\cdot {\frac {p-1}{q_{i}}}}\cdot 1\cdot 1\cdot \dots \cdot 1\equiv b^{\frac {p-1}{q_{i}}}{\pmod {p}}}
{\displaystyle a^{x_{0}\cdot {\frac {p-1}{q_{i}}}}\equiv b^{\frac {p-1}{q_{i}}}{\pmod {p}}}
```
 С помощью таблицы, составленной на шаге 1, находим 

  

    

      

        

          
x

          

            
0

          

        

        
.

      

    

    
{\displaystyle x_{0}.}

  

 Для 
j
 от 0 до 

  

    

      

        

          
α

          

            
i

          

        

        
−

        
1

      

    

    
{\displaystyle \alpha _{i}-1}

  

 
  Рассматриваем сравнение
   

  

    

      

        

          
a

          

            

              
x

              

                
j

              

            

            
⋅

            

              

                

                  
p

                  
−

                  
1

                

                

                  
q

                  

                    
i

                  

                

              

            

          

        

        
≡

        
(

        
b

        

          
a

          

            
−

            

              
x

              

                
0

              

            

            
−

            

              
x

              

                
1

              

            

            

              
q

              

                
i

              

            

            
.

            
.

            
.

            
−

            

              
x

              

                
j

                
−

                
1

              

            

            

              
q

              

                
i

              

              

                
j

                
−

                
1

              

            

          

        

        

          
)

          

            

              

                
p

                
−

                
1

              

              

                
q

                

                  
i

                

                

                  
j

                  
+

                  
1

                

              

            

          

        

        

          

          
(

          
mod

          

          
p

          
)

        

      

    

    
{\displaystyle a^{x_{j}\cdot {\frac {p-1}{q_{i}}}}\equiv (ba^{-x_{0}-x_{1}q_{i}...-x_{j-1}q_{i}^{j-1}})^{\frac {p-1}{q_{i}^{j+1}}}{\pmod {p}}}

  

  Решение опять же находится по таблице
 Конец цикла по 
j

Конец цикла по 
i
```

```
Шаг 3 (нахождение ответа).

Найдя 

  

    

      

        

          
log

          

            
a

          

        

        
⁡

        

          
b

        

        

        

          
mod

          

            

              
q

              

                
i

              

              

                

                  
α

                  

                    
i

                  

                

              

            

          

        

      

    

    
{\displaystyle \log _{a}{b}\;{\bmod {q_{i}^{\alpha _{i}}}}}

  

 для всех 
i
, находим 

  

    

      

        

          
log

          

            
a

          

        

        
⁡

        

          
b

        

        

        

          
mod

          

            

          

        

        
(

        
p

        
−

        
1

        
)

      

    

    
{\displaystyle \log _{a}{b}\;{\bmod {\;}}(p-1)}

  

 по 
китайской теореме об остатках
.
[
7
]
```

#### Пример
Необходимо найти дискретный логарифм {\displaystyle 28} по основанию {\displaystyle 2} в {\displaystyle GF(37)}, другими словами найти {\displaystyle x} для:
{\displaystyle 2^{x}\equiv 28{\pmod {37}}}.
Находим разложение {\displaystyle \varphi (37)=37-1=36=2^{2}\cdot 3^{2}}.
Получаем {\displaystyle q_{1}=2,\alpha _{1}=2,q_{2}=3,\alpha _{2}=2}.
Составляем таблицу {\displaystyle r_{ij}}:
{\displaystyle r_{20}\equiv 2^{0\cdot {\frac {37-1}{2}}}\equiv 1{\pmod {37}}}
{\displaystyle r_{21}\equiv 2^{1\cdot {\frac {37-1}{2}}}\equiv 2^{18}\equiv -1{\pmod {37}}}
{\displaystyle r_{30}\equiv 2^{0\cdot {\frac {37-1}{3}}}\equiv 1{\pmod {37}}}
{\displaystyle r_{31}\equiv 2^{1\cdot {\frac {37-1}{3}}}\equiv 2^{12}\equiv 26{\pmod {37}}}
{\displaystyle r_{32}\equiv 2^{2\cdot {\frac {37-1}{3}}}\equiv 2^{24}\equiv 10{\pmod {37}}}
Рассматриваем {\displaystyle q_{1}=2}. Для {\displaystyle x} верно:
{\displaystyle x\equiv x_{0}+x_{1}q_{1}{\pmod {q_{1}^{\alpha _{i}}}}\equiv x_{0}+x_{1}\cdot 2{\pmod {2^{2}}}}
Находим {\displaystyle x_{0}} из сравнения:
{\displaystyle a^{x_{0}\cdot {\frac {p-1}{q_{1}}}}\equiv b^{\frac {p-1}{q_{1}}}{\pmod {p}}\Rightarrow 2^{x_{0}\cdot {\frac {37-1}{2}}}\equiv 28^{\frac {37-1}{2}}\equiv 28^{18}\equiv 1{\pmod {37}}}
Из таблицы находим, что при {\displaystyle x_{0}=0} верно выше полученное сравнение.
Находим {\displaystyle x_{1}} из сравнения:
{\displaystyle a^{x_{1}\cdot {\frac {p-1}{q_{i}}}}\equiv (b\cdot a^{-x_{0}})^{\frac {p-1}{q_{i}^{2}}}\Rightarrow 2^{x_{1}\cdot {\frac {37-1}{2}}}\equiv (28\cdot 2^{-0})^{\frac {37-1}{4}}\equiv 28^{9}\equiv -1{\pmod {37}}}
Из таблицы получаем, что при {\displaystyle x_{1}=1} верно выше полученное сравнение. Находим {\displaystyle x}:
{\displaystyle x\equiv 0+1\cdot 2\equiv 2{\pmod {4}}}
Теперь рассматриваем {\displaystyle q_{2}=3}. Для {\displaystyle x} верно:
{\displaystyle x\equiv x_{0}+x_{1}\cdot 3{\pmod {3^{2}}}}
По аналогии находим {\displaystyle x_{0}} и {\displaystyle x_{1}}:
{\displaystyle 2^{x_{0}\cdot {\frac {37-1}{3}}}\equiv 28^{\frac {37-1}{3}}\equiv 28^{12}\equiv 26{\pmod {37}}\Rightarrow x_{0}=1}
{\displaystyle 2^{x_{1}\cdot {\frac {37-1}{3}}}\equiv (28\cdot 2^{-1})^{\frac {37-1}{3^{2}}}\equiv 14^{4}\equiv 10{\pmod {37}}\Rightarrow x_{1}=2}
Получаем {\displaystyle x}:
{\displaystyle x\equiv 1+2\cdot 3\equiv 7{\pmod {9}}}
Получаем систему:
{\displaystyle {\begin{cases}x\equiv 2{\pmod {4}}\\x\equiv 7{\pmod {9}}\\\end{cases}}}
Решим систему. Первое сравнение преобразуем в равенство, которое подставляем во второе сравнение:
{\displaystyle x=2+4\cdot t\Rightarrow 2+4\cdot t\equiv 7{\pmod {9}}\Rightarrow 4\cdot t\equiv 5{\pmod {9}}\Rightarrow }
{\displaystyle t\equiv 5\cdot (4)^{-1}\equiv 5\cdot (-2)\equiv -10\equiv 8{\pmod {9}}}
Подставляем найденное {\displaystyle t} и получаем искомое {\displaystyle x}:
{\displaystyle x\equiv 2+4\cdot 8\equiv 34{\pmod {36}}\equiv 34{\pmod {37}}}
Ответ: {\displaystyle x=34}.

## Сложность алгоритма
Если известно разложение (2), то сложность алгоритма является
{\displaystyle O\left(\sum \limits _{i=1}^{k}\alpha _{i}\left(\log _{2}{p}+q_{i}^{1-r_{i}}(1+\log _{2}{q_{i}^{r_{i}}})\right)\right)}, где {\displaystyle 0\leq r_{i}\leq 1}.
При этом необходимо {\displaystyle O\left(\log _{2}{p}\sum \limits _{i=1}^{k}\left(1+p_{i}^{r_{i}}\right)\right)} бит памяти.
В общем случае сложность алгоритма также можно оценить как
{\displaystyle O\left(\sum \limits _{i=1}^{k}\alpha _{i}q_{i}+\log {p}\right)}.
Если при обработке каждого qi использовать ускоренные методы (например, алгоритм Шенкса), то общая оценка снизится до
{\displaystyle O\left(\sum \limits _{i=1}^{k}\alpha _{i}{\sqrt {q_{i}}}+\log {p}\right)}.
В указанных оценках подразумевается, что арифметические операции по модулю p выполняются за один шаг. На самом деле это не так — например, сложение по модулю p требует O(log p) элементарных операций. Но поскольку аналогичные уточнения имеют место для любого алгоритма, данный множитель часто отбрасывается.

### Полиномиальная сложность
Когда простые множители {\displaystyle \left\{q_{i}\right\}_{i=1}^{k}} малы, то сложность алгоритма можно оценивать как {\displaystyle O\left((\log _{2}p)^{2}\right)}. 
Алгоритм имеет полиномиальную сложность в общем виде {\displaystyle O\left((\log p)^{c_{1}}\right)} в случае, когда все простые множители {\displaystyle \left\{q_{i}\right\}_{i=1}^{k}} не превосходят {\displaystyle (\log p)^{c_{2}}},

где {\displaystyle c_{1},c_{2}} — положительные постоянные.

#### Пример
Верно для простых {\displaystyle p} вида {\displaystyle p=2^{\alpha }+1,\;p=2^{\alpha _{1}}3^{\alpha _{2}}+1}.

### Экспоненциальная сложность
Если имеется простой множитель {\displaystyle q_{i}} такой, что {\displaystyle q_{i}\geq p^{c}}, где {\displaystyle c\geq 0}.

## Применение
Алгоритм Полига—Хеллмана крайне эффективен, если {\displaystyle p-1} раскладывается на небольшие простые множители. Это очень важно учитывать при выборе параметров криптографических схем. Иначе схема будет ненадёжной.

## Замечание
Для применения алгоритма Полига-Хеллмана необходимо знать разложение {\displaystyle p-1} на множители. В общем случае задача факторизации — достаточно трудоёмкая, однако если делители числа — небольшие (в том смысле, о котором сказано выше), то это число можно быстро разложить на множители даже методом последовательного деления. Таким образом, в том случае, когда эффективен алгоритм Полига-Хеллмана, необходимость факторизации не усложняет задачу.